# サマーライオン
「サマーライオン」は、日本の女性アイドルグループ・アイドリング!!!の楽曲。2013年8月7日にポニーキャニオンからリリースした、通算20枚目のシングル。楽曲の制作は、ソングライター・SAKRAが担当した。

## 背景・制作
前作「さくらサンキュー」から、6か月後に発表した20thシングル。
前年末に野元愛がグループを卒業し、残るメンバー20人編成の楽曲となっている。
なお、新メンバーの古橋舞悠・関谷真由・橋本瑠果・佐藤麗奈・佐藤ミケーラ倭子の5名は、収録を既に終えた発売直前の時期の加入だったため、本作の制作には関わっていない。
収録曲
表題曲の制作は、後の派生ユニット・HIP♡ATTACKのデビュー曲「黄金蟲」なども担当したソングライター・SAKRAが務めた。c/w曲は、前作「さくらサンキュー」を制作したシンガーソングライター・多田慎也のほか、様々なソングライターが関わっている。表題曲とc/w「夏色キッス☆」は、別バージョン（Producer's Edit）も制作された。
メインボーカル・オーディション
本作より、表題曲のメインボーカルを正式に選定する事になり、レギュラー番組『アイドリング!!!』内でオーディションが企画された。第1次オーディションでは、ボイストレーニングの熱心度を陰で抜き打ち検査し、休憩時間中に携帯電話を使用していて、自主練習を全くしていなかった三宅ひとみが脱落した。その後、第2次オーディションで課題をクリアした7名の中から、「黒ひげ危機一発ゲーム」で最終選考をすることになり、河村唯・伊藤祐奈が脱落。勝ち残った外岡えりか・横山ルリカ・倉田瑠夏・後藤郁・尾島知佳の5人が選出された。（なお、後藤が卒業後であった2014年11月のライブではメインボーカルに菊池が入った。また、伊藤並びに後藤が卒業後であった2015年10月の武道館ライブではメインボーカルに朝日奈央が入った他、河村・伊藤のパートは河村・橋本瑠果が担当した。）
カバー曲
「3年目の浮気」は、演歌デュオ・ヒロシ&キーボーのデビューシングルのカバー曲。河村唯が扮する演歌歌手・川村梅子という設定のソロ名義としている。音源は、河村が歌唱する女性パートのみ収録され、男性パートはメロディーのみとなっている。
収録メンバー
c/w「おひさまダーリン」「ミルキーガール」はユニット曲として、大人組と子供組（学生組）に分けて選抜された。「ミルキーガール」には、外部からの留学生という企画名義で、女性アイドルグループ・さくら学院のメンバー 田口華が参加している。
| 楽曲                 | 形態       | メンバー |
| -------------------- | ---------- | --- |
| 「サマーライオン」   | 全形態共通 | 遠藤舞・外岡えりか・横山ルリカ・河村唯・長野せりな・酒井瞳・朝日奈央・菊地亜美・三宅ひとみ・橘ゆりか・大川藍・橋本楓・倉田瑠夏・伊藤祐奈・後藤郁・尾島知佳・高橋胡桃・石田佳蓮・玉川来夢・清久レイア |
| 「夏色キッス☆」      | 同上       | 同上 |
| 「おひさまダーリン」 | 初回盤A    | 大人組（遠藤舞・外岡えりか・横山ルリカ・河村唯・長野せりな・酒井瞳・朝日奈央・菊地亜美・三宅ひとみ・橘ゆりか・大川藍・尾島知佳）                                                                     |
| 「3年目の浮気」      | 初回盤B    | 川村梅子（河村唯） |
| 「ミルキーガール」   | 初回盤C    | 子供組（橋本楓・倉田瑠夏・伊藤祐奈・後藤郁・高橋胡桃・石田佳蓮・玉川来夢・清久レイア・田口華（さくら学院））                                                                                         |

## リリース
シングルCDは初回盤A・B・C、通常盤の4形態でリリース。初回盤AにはDVDとトレーディングカードA（全20種の内ランダム1枚）、初回盤BにはBlu-ray Disc、初回盤CにはトレーディングカードB（全20種の内ランダム1枚）、通常盤にはトレーディングカードC（全24種の内ランダム1枚）の封入特典が付く。また、全形態の初回生産分に「発売記念イベント参加券」が封入されている。
特典企画
協賛店舗でのみ先着購入者に「オリジナル・トレーディングカード（各店絵柄別）」を進呈する、コラボ企画を実施している。

## プロモーション
楽曲のプロモーションで、以下のテレビ番組に出演した。
- 音ボケPOPS（2013年8月18日、BS-TBS）
- 魁!音楽番付〜EIGHT〜（2013年8月28日、フジテレビ）

主催イベント
発売記念の握手会イベントが、以下の日時・場所で実施された。
「サマーライオン」発売記念 握手会
- 2013年6月30日 TOC有明
- 2013年7月6・7日 東京都立産業貿易センター台東館 5F展示室
- 2013年8月10・17日 大田区産業プラザPiO コンベンションホール
- 2013年8月11日 デザイン・クリエイティブセンター神戸 KIITOホール

## アートワーク
ジャケット写真の割り振りは以下の通り。全形態で、メインボーカルの5人がフィーチャーされている。衣装の青いネクタイが、メインボーカルのみ赤で色分けされた。
| 形態    | メンバー                                                   |
| ------- | ---------------------------------------------------------- |
| 全形態  | 外岡えりか・横山ルリカ・倉田瑠夏・後藤郁・尾島知佳         |
| 初回盤A | （遠藤舞・酒井瞳・大川藍・橋本楓・石田佳蓮）               |
| 初回盤B | （長野せりな・三宅ひとみ・伊藤祐奈・高橋胡桃・清久レイア） |
| 初回盤C | （河村唯・朝日奈央・菊地亜美・橘ゆりか・玉川来夢）         |
| 通常盤  | 上記メンバー20名                                           |

## ミュージック・ビデオ
シングルの発売後に、表題曲のフルバージョンがGYAO!で無料公開されている。初回盤A・Bに付属するDVDやBDには、本編を含む2種のバージョンが収録されている。
撮影は、レギュラー番組『アイドリング!!!』のスタジオが使用され、劇中に番組MCのバカリズムも出演している。また、上述したオーディションの経緯を反映する形で、河村唯が"黒ひげに八つ当たりする"、三宅ひとみが"携帯電話のディスプレイを覗いている"などのカットが収められている。
その他
初回盤Bに付属のBDには、河村唯が扮するおまけ映像「3年目の浮気（おまけ：川村梅子）」が収録されている。「川村梅子」は河村の別名義であり、昨夏開催の大型アイドルフェス『TOKYO IDOL FESTIVAL 2012』にて企画した、河村の単独ライブ「川村梅子モーニング歌謡ショー」に由来している。

## ライブ・パフォーマンス
発売記念イベントも兼ねたミニライブが、以下の日時・場所で実施された。
「サマーライオン」発売記念イベント
- 2013年8月6日 池袋サンシャインシティ 噴水広場
- 2013年8月7日 ダイバーシティ東京プラザ 2Fフェスティバル広場
- 2013年8月8日 イオンモール土浦専門店街 1F花火ひろば / 小田原市ダイナシティウエスト 1Fキャニオンステージ / けやきウォーク前橋 1Fけやきコート
- 2013年8月9日 越谷市イオンレイクタウンkaze 光の広場 / 浜松市プレ葉ウォーク浜北 1Fプレ葉コート / 長岡市リバーサイド千秋 1Fリバーサイドコート
- 2013年8月11日 阪急西宮ガーデンズ 4Fスカイガーデン木の葉のステージ

ライブイベント
楽曲はリリースに先行して、グループ定期公演やフジテレビ・サマーイベントなどで披露された。c/w曲「ミルキーガール」は、今夏開催の大型アイドルフェス『TOKYO IDOL FESTIVAL 2013』で、田口華（さくら学院）とのライブ共演が実現した。ほか、以下のイベント等でライブ披露している。
- OGA歌謡祭（2013年7月15日、男鹿市船川港内 特設ステージ）
- お台場合衆国ライブ（2013年7月17日〜8月31日、フジテレビ本社屋）
アイドリング!!!&アイドリングNEO スペシャルライブ（2013年9月1日、お台場合衆国OpenSummerスタジアム）
- アイドロング!!!（2013年7月17日、味の素スタジアム）
- 東京女子流スレスレTV!
PREMIUM LIVE 神戸（2013年7月20日、神戸国際会館こくさいホール）
PREMIUM LIVE 東京（2013年7月21日、渋谷公会堂）
- ニコはちライブ（2013年7月20日ほか、六本木ニコファーレ）
- TOKYO IDOL FESTIVAL 2013（2013年7月27・28日、お台場・青海特設会場）
- a-nation
IDOL NATION 2013（2013年8月10日、国立代々木競技場第一体育館）
stadium fes.（2013年8月31日、味の素スタジアム）
- ぽにきゃん!アイドル倶楽部 感謝祭（2013年9月1日、山野ホール）
- ヤマダ電機 家電フェア2013（2013年9月8日、札幌ドーム）
- コヤブソニック2013（2013年9月15日、インテックス大阪5号館）
- 仙台放送まつり（2013年9月28日、仙台市勾当台公園）
- NSTまつり2013（2013年9月28日、新潟市NST本社 / 万代シテイ）

## メディアでの使用
表題曲は以下のメディアで使用された。
- フジテレビ系『志村だヨ!』2013年8月度エンディングテーマ

サッカー応援歌
メンバー 橘ゆりかが、Jリーグクラブ・FC東京の応援番組『FC東京VIVA Paradise』のレポーターを務めているという縁から、2013年7月に同クラブのマスコット・東京ドロンパと、橘を含むアイドリング!!!とのコラボ企画「アイドロング!!!」のイベントを味の素スタジアムで実施。そこで披露した表題曲が、後にFC東京サポーターによりチャントとして使われている 。また、FC東京のサポーターを公言している落語家の三遊亭楽㐂が出囃子の一つとして使用している。

## シングル収録トラック
| #         | タイトル                         | 作詞           | 作曲      | 編曲      | 時間  |
| --------- | -------------------------------- | -------------- | --------- | --------- | ----- |
| 1.        | 「サマーライオン」               | SAKRA          | SAKRA     | SAKRA     | 3:48  |
| 2.        | 「夏色キッス☆」                  | 多田慎也       | 多田慎也  | MEG.ME    | 4:48  |
| 3.        | 「おひさまダーリン」             | 松井亮太、waio | 松井亮太  | waio      | 4:25  |
| 4.        | 「夏色キッス☆」(Producer's Edit) | 多田慎也       | 多田慎也  | MEG.ME    | 4:46  |
| 合計時間: | 合計時間:                        | 合計時間:      | 合計時間: | 合計時間: | 17:48 |

| #  | タイトル                         | 作詞 | 作曲・編曲 |
| -- | -------------------------------- | ---- | ---------- |
| 1. | 「サマーライオン」(Music Video)  |      |            |
| 2. | 「サマーライオン」(Dancing Ver.) |      |            |
| 3. | 「サマーライオン」(MVメイキング) |      |            |

| #         | タイトル                            | 作詞・作曲 | 編曲      | 時間  |
| --------- | ----------------------------------- | ---------- | --------- | ----- |
| 1.        | 「サマーライオン」                  | SAKRA      | SAKRA     | 3:48  |
| 2.        | 「夏色キッス☆」                     | 多田慎也   | MEG.ME    | 4:48  |
| 3.        | 「3年目の浮気」(川村梅子)           | 佐々木勉   | SHIKI     | 4:25  |
| 4.        | 「サマーライオン」(Producer's Edit) | SAKRA      | SAKRA     | 3:46  |
| 合計時間: | 合計時間:                           | 合計時間:  | 合計時間: | 16:02 |

| #  | タイトル                          | 作詞 | 作曲・編曲 |
| -- | --------------------------------- | ---- | ---------- |
| 1. | 「サマーライオン」(Music Video)   |      |            |
| 2. | 「サマーライオン」(Dancing Ver.)  |      |            |
| 3. | 「サマーライオン」(MVメイキング)  |      |            |
| 4. | 「3年目の浮気」(おまけ：川村梅子) |      |            |

| #         | タイトル                                        | 作詞・作曲 | 編曲      | 時間  |
| --------- | ----------------------------------------------- | ---------- | --------- | ----- |
| 1.        | 「サマーライオン」                              | SAKRA      | SAKRA     | 3:48  |
| 2.        | 「夏色キッス☆」                                 | 多田慎也   | MEG.ME    | 4:48  |
| 3.        | 「ミルキーガール」(with 田口華 from さくら学院) | 宮崎誠     | 宮崎誠    | 4:03  |
| 合計時間: | 合計時間:                                       | 合計時間:  | 合計時間: | 12:39 |

| #         | タイトル                         | 作詞・作曲 | 編曲      | 時間  |
| --------- | -------------------------------- | ---------- | --------- | ----- |
| 1.        | 「サマーライオン」               | SAKRA      | SAKRA     | 3:48  |
| 2.        | 「夏色キッス☆」                  | 多田慎也   | MEG.ME    | 4:48  |
| 3.        | 「サマーライオン」(Instrumental) |            |           | 3:48  |
| 4.        | 「夏色キッス☆」(Instrumental)    |            |           | 4:46  |
| 合計時間: | 合計時間:                        | 合計時間:  | 合計時間: | 17:11 |